# دجومارت اوتوربایف
دجومارت اوتوربایف (انگلیسی: Djoomart Otorbaev؛ زادهٔ ۱۸ اوت ۱۹۵۵) یک سیاست‌مدار اهل قرقیزستان است.وی از مارس ۲۰۱۴ تا می ۲۰۱۵ نخست‌وزیر این کشور بود. 